# Maryam d’Abo

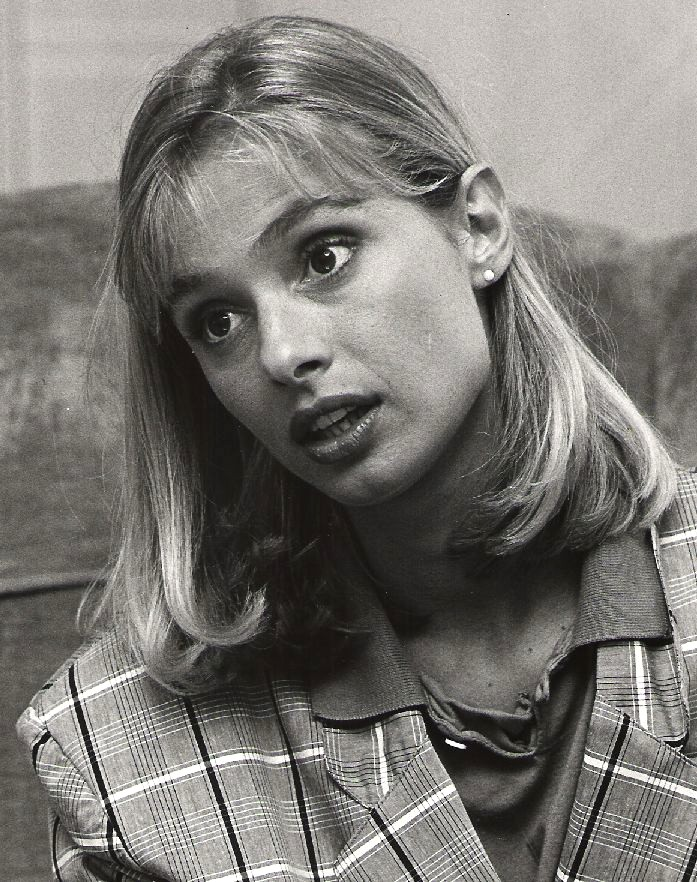
Maryam d’Abo (1987)

Maryam d’Abo (* 27. Dezember 1960 in London) ist eine britische Schauspielerin.

## Leben
Die Tochter einer georgischen Mutter und eines niederländischen Vaters lebte knapp anderthalb Jahrzehnte in Paris und Genf, bevor sie 1980 nach London zurückkehrte. Dort studierte sie kurze Zeit Schauspiel am Drama Centre und spielte ab Beginn der 1980er Jahre kleinere Rollen in Film und Fernsehen. Sie übernahm auch Theaterrollen, unter anderem als Roxanne in Cyrano de Bergerac.
1987 wurde sie mit einer Hauptrolle in dem James-Bond-Film Der Hauch des Todes (The Living Daylights) an der Seite von Timothy Dalton international bekannt. Auch wenn dieser Ruhm – wie bei den meisten „Bondgirls“ – keinen nachhaltigen Durchbruch brachte, ist sie eine gut beschäftigte Darstellerin; wenn auch in eher weniger bekannten Film- und Fernsehproduktionen.
2002 veröffentlichte Maryam d’Abo ein erfolgreiches Buch über „Die Frauen von James Bond“: Bondgirls Are Forever. Aus dem Buch wurde im selben Jahr auch eine DVD-Video-Dokumentation entwickelt.
Maryam d’Abo ist eine Cousine von Mike d’Abo, dem ehemaligen Leadsänger der Gruppe um Manfred Mann, dessen Tochter Olivia d’Abo ebenfalls Schauspielerin ist. Von 2003 bis zu dessen Tod 2023 war Maryam d’Abo mit dem Filmregisseur Hugh Hudson verheiratet.
2007 überstand Maryam d’Abo eine Hirnblutung.

## Filmografie (Auswahl)
- 1983: X-Tro: Nicht alle Außerirdischen sind freundlich! (Xtro)
- 1984: Liebe ohne Ausweg (Until September)
- 1995: Merlin und das Schwert (Arthur the King, Fernsehfilm)
- 1985: White Nights – Die Nacht der Entscheidung (White Nights)
- 1986: Laughter in the Dark
- 1987: James Bond 007 – Der Hauch des Todes (The Living Daylights)
- 1988: Zeit des Grauens (Something Is Out There, Miniserie)
- 1990: Not a penny more not a penny less (Miniserie BBC)
- 1991: Money
- 1991: Unfassbare Sünden (Immortal Sins)
- 1992: Mirror Image – Im Spiegel der Angst (Double Obsession)
- 1992: Mord ist ihr Hobby (Murder, She Wrote, Fernsehserie, Folge 8x14)
- 1992: Shootfighter (Shootfighter: Fight to the Death)
- 1993: Catman – Mörderischer Instinkt (Tomcat: Dangerous Desires)
- 1994: Schrei in die Vergangenheit (The Browning Version)
- 1994: Zwei Singles machen noch kein Paar (Solitaire for 2)
- 1995: Wie kommt man schnell ans große Geld? (Savage Hearts)
- 1996: Timelock
- 1997: Macht um jeden Preis (An American Affair)
- 2001: The Point Men
- 2002: Doktor Schiwago (Doctor Zhivago, Miniserie)
- 2003: Helena von Troja (Helen of Troy, Miniserie)
- 2004: Trespassing
- 2005: Wie in der Hölle (L'enfer)
- 2006: Der Prinz & ich – Die königliche Hochzeit (The Prince & Me II: The Royal Wedding)
- 2009: Das Bildnis des Dorian Gray (Dorian Gray)
- 2012: Madame Ida (Kurzfilm)
- 2012: 13 Steps Down (Miniserie)
- 2014: Tigers
- 2015: X Company (Fernsehserie, Folge 1x03)
- 2016: Altamira
- 2019: Pandora (Fernsehserie, Folge 1x07)
- 2020: Last Words